# Simbolul atanasian
Simbolul atanasian sau crezul sfântului Atanasie e una din cele trei mărturisiri de credință creștine. Conform tradiției ar fi fost compus de sfântul Atanasie din Alexandria. Literatura de dată mai nouă a stabilit că textul original este cel latin, așa încât textul a fost atribuit, pe rând, scriitorilor bisericești Ilarie de Poitiers (d. 367), Ambrozie de Milano (397), Niceta de Remesiana (414) etc.

## Textul
| Textul latin | Traducerea în română |
| --- | --- |
| (conform Liber Usualis) „1. Quicumque vult salvus esse, ante omnia opus est, ut teneat catholicam fidem: 2. Quam nisi quisque integram inviolatamque servaverit, absque dubio in aeternum peribit. 3. Fides autem catholica haec est: ut unum Deum in Trinitate, et Trinitatem in unitate veneremur: 4. Neque confundentes personas, neque substantiam separantes. 5. Alia est enim persona Patris, alia Filii, alia Spiritus Sancti. 6. Sed Patris, et Filii, et Spiritus Sancti una est divinitas, aequalis gloria, coeterna maiestas. 7. Qualis Pater, talis Filius, talis Spiritus Sanctus. 8. Increatus Pater, increatus Filius, increatus Spiritus Sanctus. 9. Immensus Pater, immensus Filius, immensus Spiritus Sanctus. Aeternus Pater, aeternus Filius, aeternus Spiritus Sanctus. Et tamen non tres aeterni, sed unus aeternus. Sicut non tres increati, nec tres immensi, sed unus increatus, et unus immensus. Similiter omnipotens Pater, omnipotens Filius, omnipotens Spiritus Sanctus. Et tamen non tres omnipotentes, sed unus omnipotens. Ita Deus Pater, Deus Filius, Deus Spiritus Sanctus. Et tamen non tres Dii, sed unus est Deus. Ita Dominus Pater, Dominus Filius, Dominus Spiritus Sanctus. Et tamen non tres Domini, sed unus est Dominus. Quia sicut singillatim unamquamque personam Deum ac Dominum confiteri christiana veritate compellimur: ita tres Deos aut Dominos dicere catholica religione prohibemur. Pater a nullo est factus: nec creatus, nec genitus. Filius a Patre solo est: non factus, nec creatus, sed genitus. Spiritus Sanctus a Patre et Filio: non factus, nec creatus, nec genitus, sed procedens. Unus ergo Pater, non tres Patres: unus Filius, non tres Filii: unus Spiritus Sanctus, non tres Spiritus Sancti. Et in hac Trinitate nihil prius aut posterius, nihil maius aut minus: sed totae tres personae coaeternae sibi sunt et coaequales. Ita ut per omnia, sicut iam supra dictum est, et unitas in Trinitate, et Trinitas in unitate veneranda sit. Qui vult ergo salvus esse, ita de Trinitate sentiat. Sed necessarium est ad aeternam salutem, ut Incarnationem quoque Domini nostri Iesu Christi fideliter credat. Est ergo fides recta, ut credamus et confiteamur, quia Dominus noster Iesus Christus Dei Filius, Deus et homo est. Deus est ex substantia Patris ante saecula genitus: et homo est ex substantia matris in saeculo natus. Perfectus Deus, perfectus homo: ex anima rationali et humana carne subsistens. Aequalis Patri secundum divinitatem: minor Patre secundum humanitatem. Qui, licet Deus sit et homo, non duo tamen, sed unus est Christus: Unus autem non conversione divinitatis in carnem, sed assumptione humanitatis in Deum: Unus omnino non confusione substantiae, sed unitate personae. Nam sicut anima rationalis et caro unus est homo: ita Deus et homo unus est Christus. Qui passus est pro salute nostra, descendit ad inferos: tertia die resurrexit a mortuis. Ascendit ad caelos, sedet ad dexteram Dei Patris omnipotentis: inde venturus est iudicare vivos et mortuos. Ad cuius adventum omnes homines resurgere habent cum corporibus suis: et reddituri sunt de factis propriis rationem. Et qui bona egerunt, ibunt in vitam aeternam: qui vero mala, in ignem aeternum. Haec est fides catholica, quam nisi quisque fideliter firmiterque crediderit, salvus esse non poterit.“ | Das Athanasianische Bekenntnis „Symbolum Athanasianum“ (um 500): 1. Oricine vrea să fie salvat, înainte de toate trebuie să țină credința crestina: 2. Cel care nu o va păstra întreagă și neștirbită, acela fără îndoială va pieri în veci. 3. Căci credința crestina constă în aceasta: Ca unicului Dumnezeu în Treime, Și Treimii în Unime să ne închinăm. 4. Nici amestecând persoanele, Nici separând ființa (substanța). 5. Căci alta este persoana Tatălui, alta cea a Fiului, alta cea a Duhului Sfânt: 6. Ci a Tatălui, Fiului și a Duhului Sfânt una este dumnezeirea, aceeași mărirea, aceeași deopotrivă veșnică măreție. 7. Cum e Tatăl, tot așa și Fiul, tot așa și Duhul sfant Sfânt. 8. Necreat e Tatăl, necreat Fiul, necreat și Spiritul Sfânt. 9. De nemăsurat este Tatăl, de nemăsurat este Fiul, de nemăsurat și Spiritul Sfânt. 10. Veșnic e Tatăl, veșnic Fiul, veșnic și Spiritul Sfânt. 11. Și totuși nu trei veșnici, ci unul veșnic. 12. Precum nu trei nezidiți, nici trei necuprinși, ci unul nezidit și unul nemărginit. 13. Așișderea atotputernic e Tatăl, atotputernic Fiul, atotputernic și Duhul Sfânt. 14. Și totuși nu trei atotputernici, ci unul atotputernic. 15. Astfel Tatăl e Dumnezeu, Fiul Dumnezeu, și Duhul Sfânt Dumnezeu. 16. Și totuși nu trei dumnezei, ci unul Dumnez 17. Astfel Tatăl e Domn, Fiul Domn, și Duhul Sfânt e Domn. 18. Și totuși nu trei domni, ci unul e Domnul. 19. Că precum adevărul creștin ne silește a mărturisi pe fiecare persoană în parte Dumnezeu și Domn: 20. Asemenea religiunea cea catolică ne oprește a vorbi de trei dumnezei sau de trei domni. 21. Tatăl de nimeni nu s-a făcut, nici zidit, nici născut. 22. Fiul din Tatăl singur e: nu făcut, nici zidit, ci născut. 23. Duhul Sfânt din Tatăl și din Fiul e: nu făcut, nici zidit, nici născut, ci purcezând. 24. Unul, dar, e Tatăl, nu trei tați; unul Fiul, nu trei fii; unul Duhul Sfânt, nu trei duhuri sfinte. 25. Și în această Treime, nicicare nu e mai înainte au mai pe urmă, nicicare mai mare au mai mic: 26. Ci toate cele trei persoane împreună veșnice sunt laolaltă și împreună deopotrivă. 27. Astfel încât întru toate, cum mai sus s-a spus, unimea în Treime, și Treimea în unime să se cinstească. 28. Cine vrea dar să se mântuiască, despre Treime astfel să simțească. 29. Ci trebuință are pentru mântuirea cea veșnică, întruparea Domnului nostru Isus Cristos drept încă să o creadă. 30. Credința cea dreaptă dar e să credem și să mărturisim că Domnul nostru Isus Cristos, Fiul lui Dumnezeu, deopotrivă Dumnezeu și om e. 31. Dumnezeu este el pentru că din ființa (substanța) Tatălui a fost zămislit mai înainte de timp, iar om este pentru că din ființa (substanța) maicii s-a născut în timp. 32. Dumnezeu desăvîrșit și om desăvîrșit: din suflet grăitor și din carne omenească. 33. Deopotrivă Tatălui, după dumnezeire; mai mic decât Tatăl, după omenire. 34. Carele după cuviință Dumnezeu fiind și om, totuși nu doi, ci unul e Cristos. 35. Unul, însă nu prin prefacerea dumnezeirii în carne, ci prin luarea omenirii în Dumnezeu. 36. Unul întru totul, nu prin amestecare de ființă, ci prin unirea persoanei. 37. Că precum suflet cuvîntător și carne unul om e: așișderea Dumnezeu și om e Cristos. 38. Carele a pătimit pentru mântuirea noastră; s-a pogorît la iad; a treia zi a înviat din morți. 39. S-a suit la ceruri, șade de-a dreapta lui Dumnezeu Tatăl atotputernicul, de unde va să vină să judece viii și morții. 40. La a cărui venire toți oamenii vor învia cu trupurile lor și vor da seamă de faptele lor. 41. Și cei ce vor fi făcut cele bune, vor merge în viața veșnică; iar cei ce vor fi făcut rele, în focul cel veșnic. 42. Aceasta este credința catolică, pe care oricine nu o crede drept și tare, acela nu se poate mântui. |